# Dalabyggð

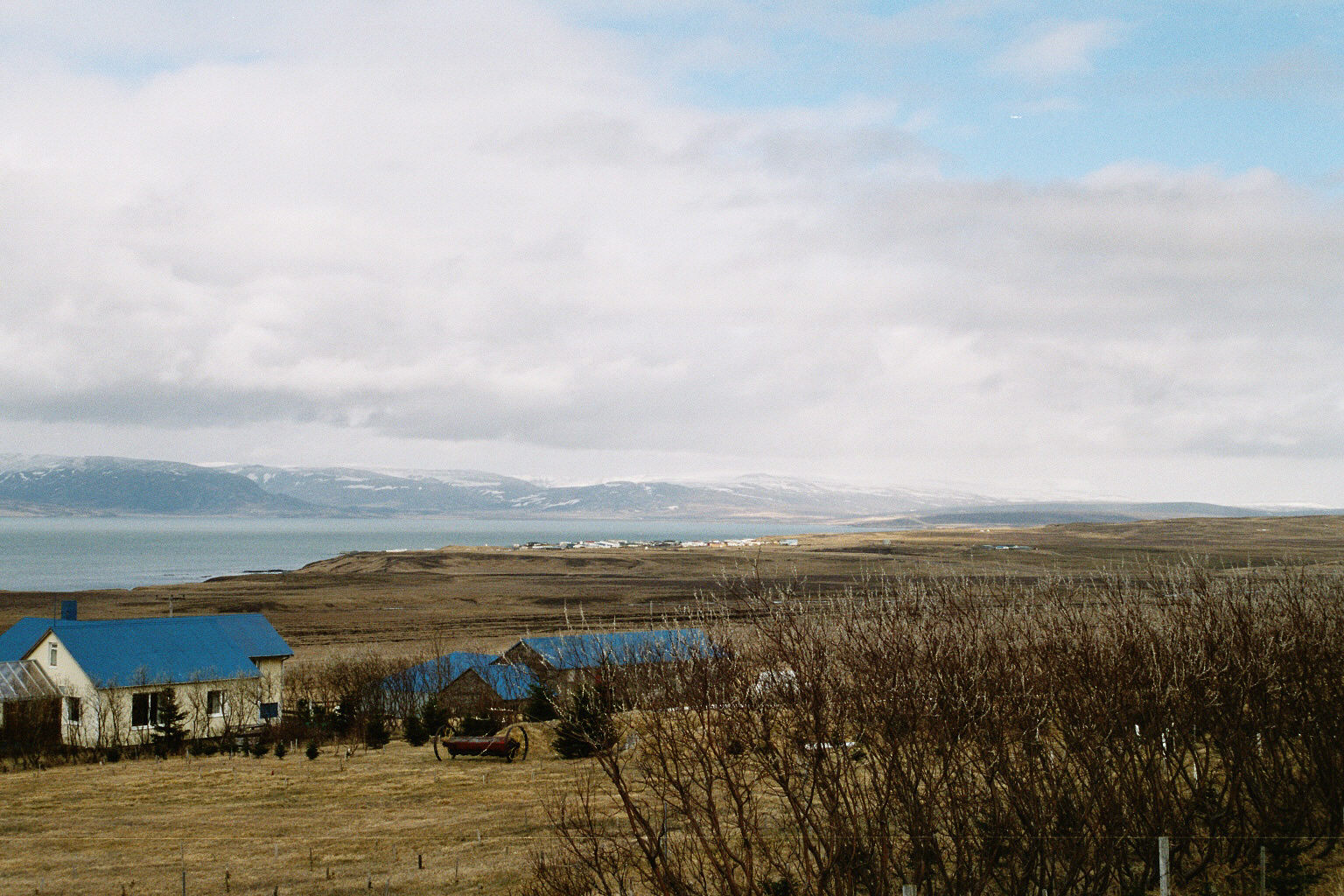
Búðardalur

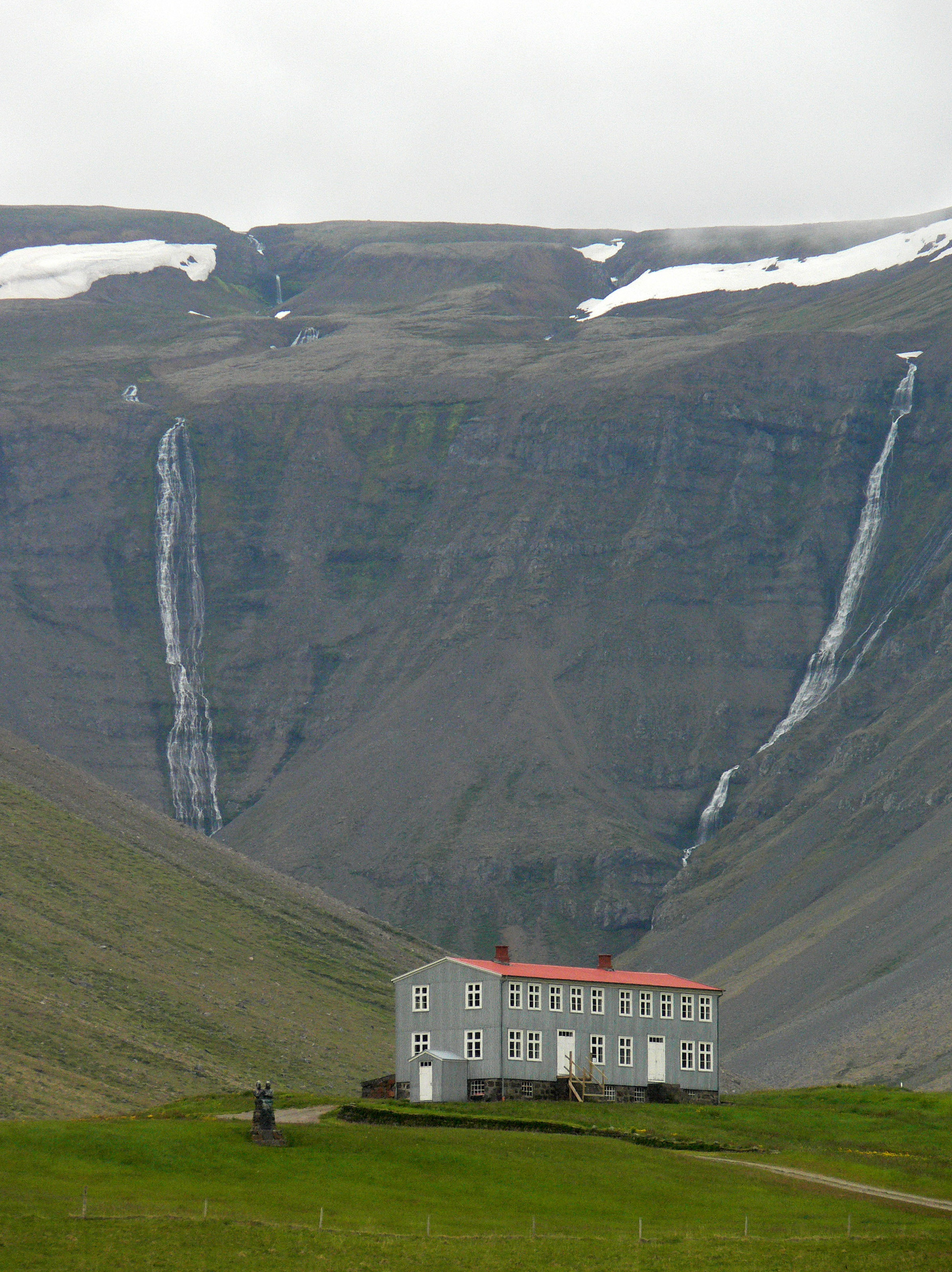
Ehemalige Schule im Ólafsdalur

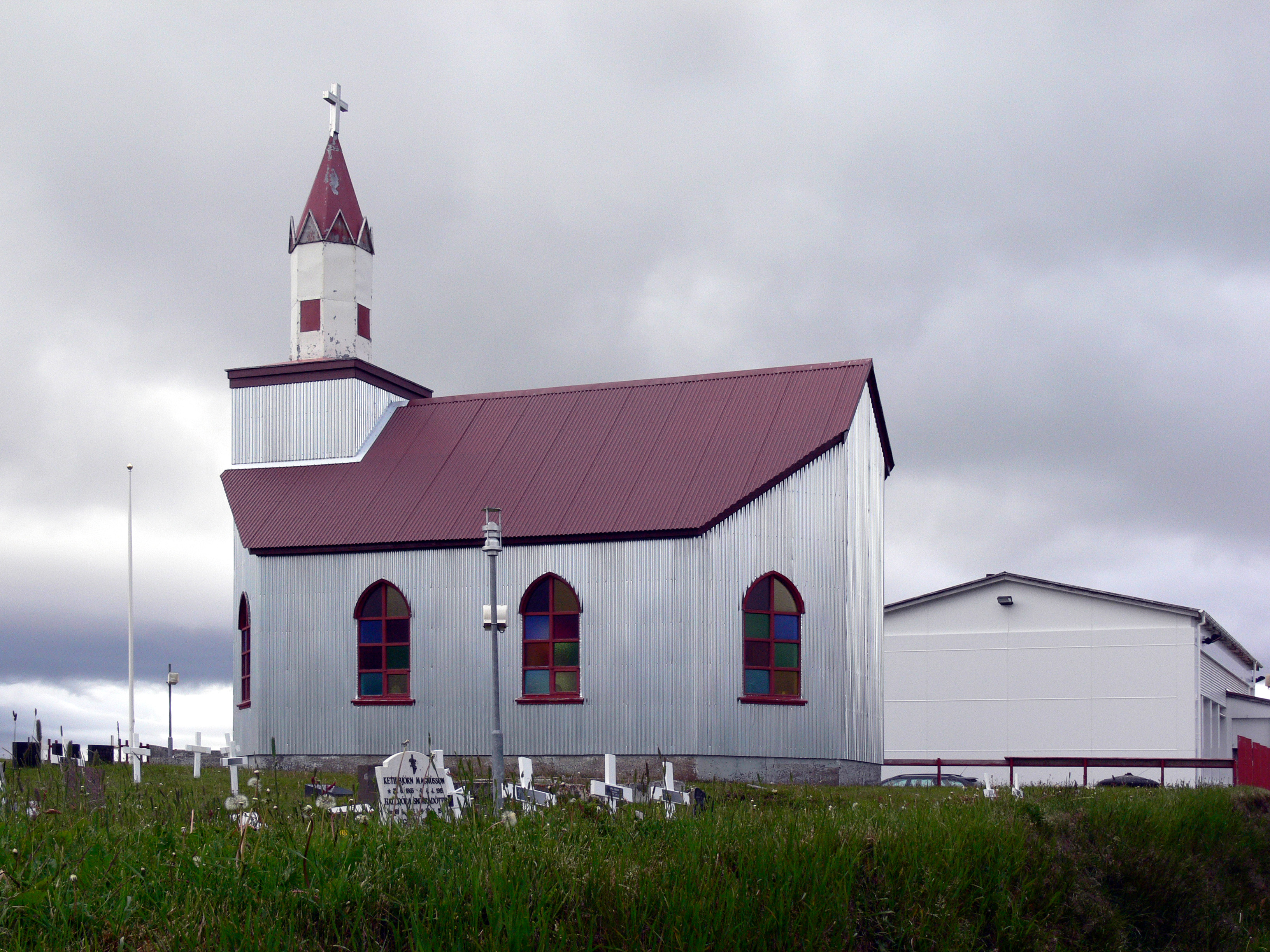
Staðarhólskirkja

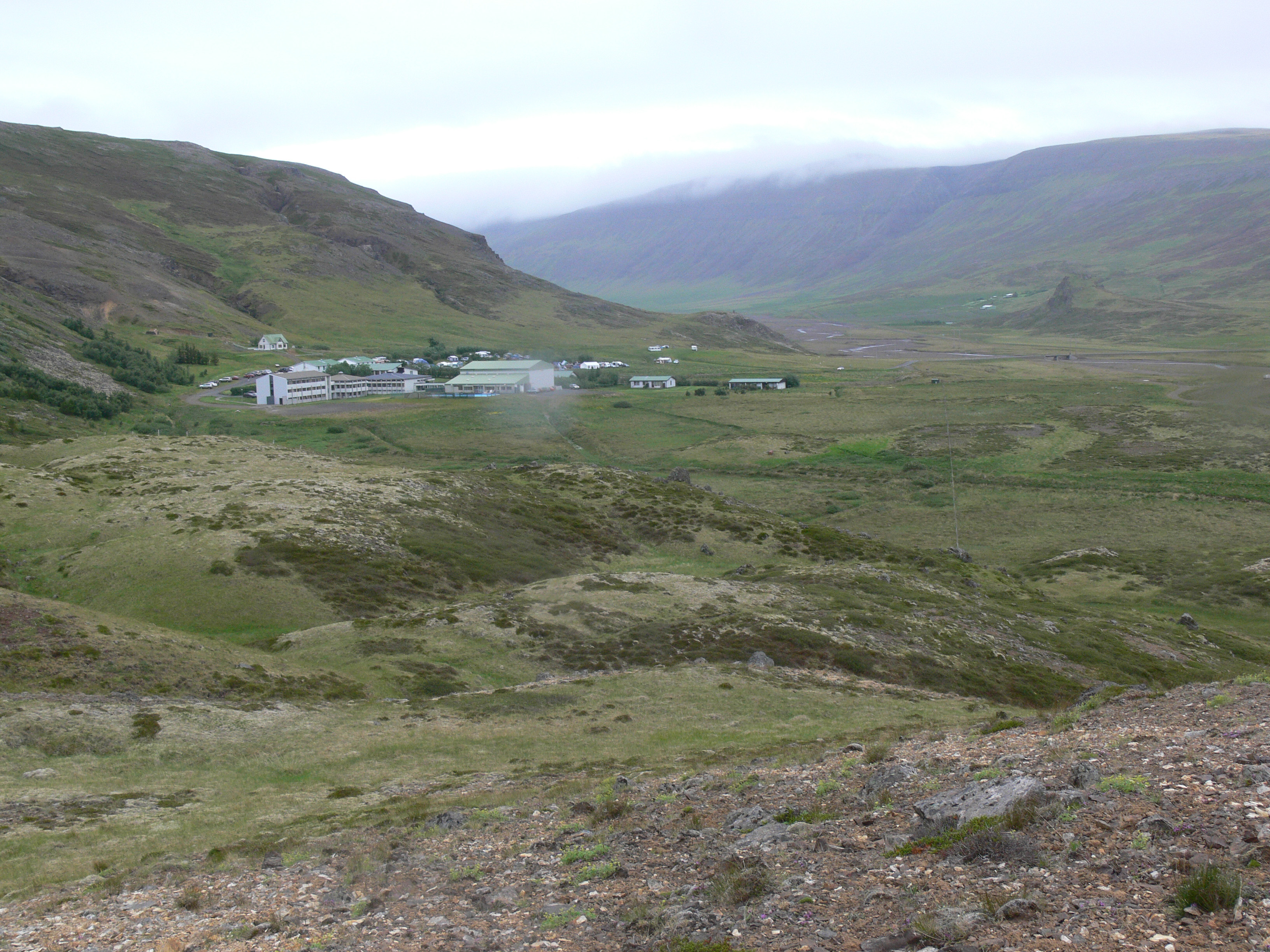
Laugar am Beginn des Tales Sælingsdalur

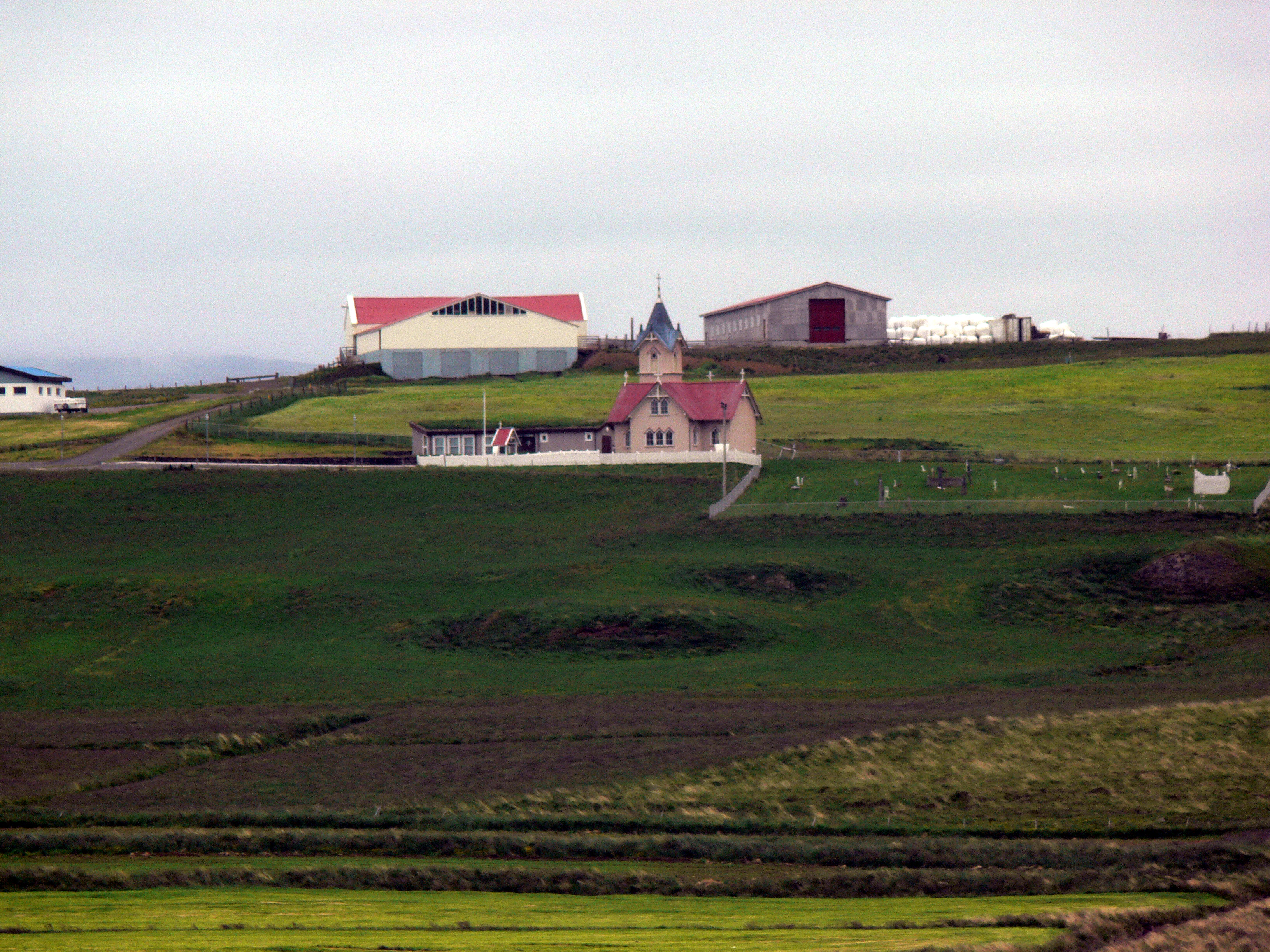
Hof Hjarðarholt mit Hjarðarholtskirkja

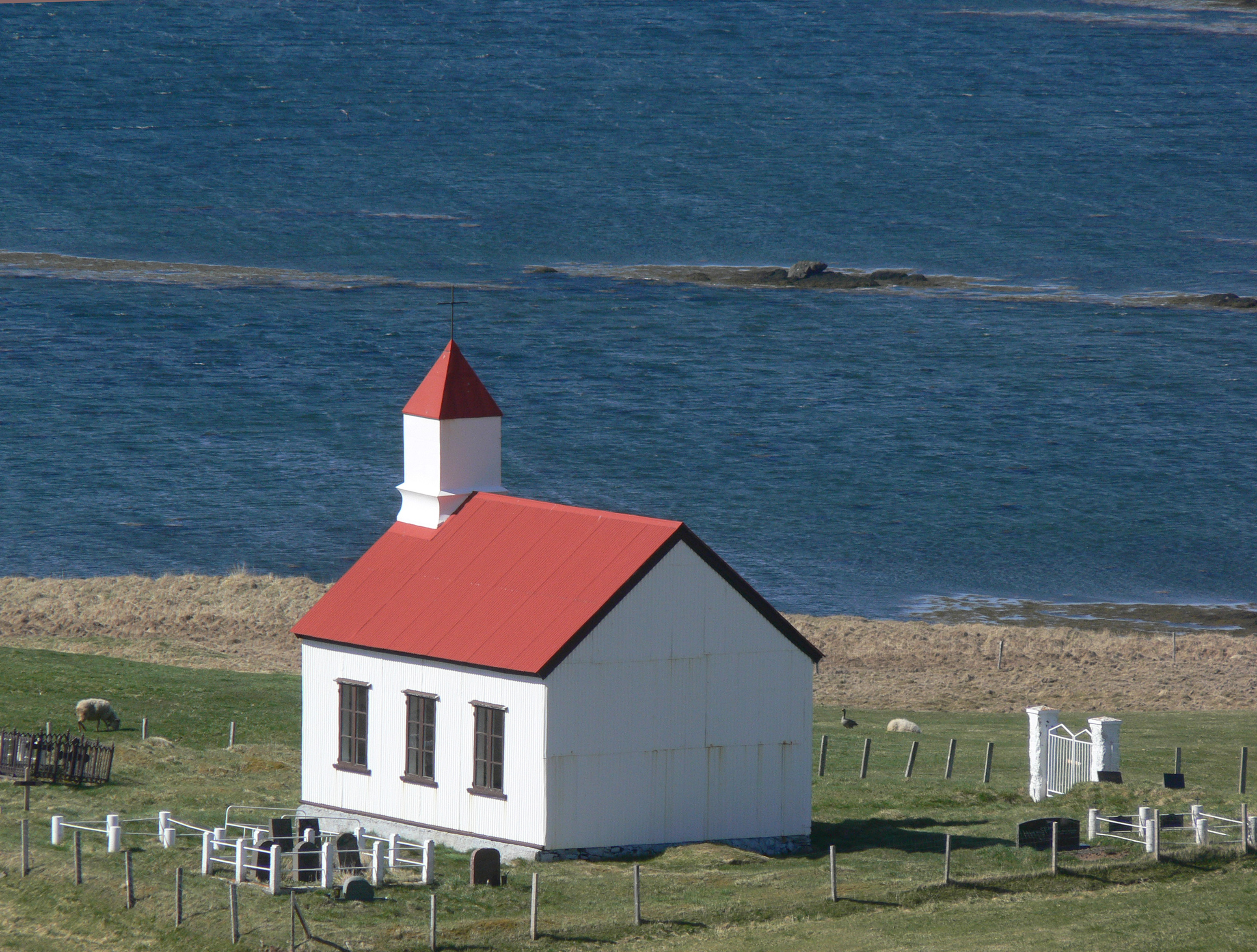
Narfeyrarkirkja

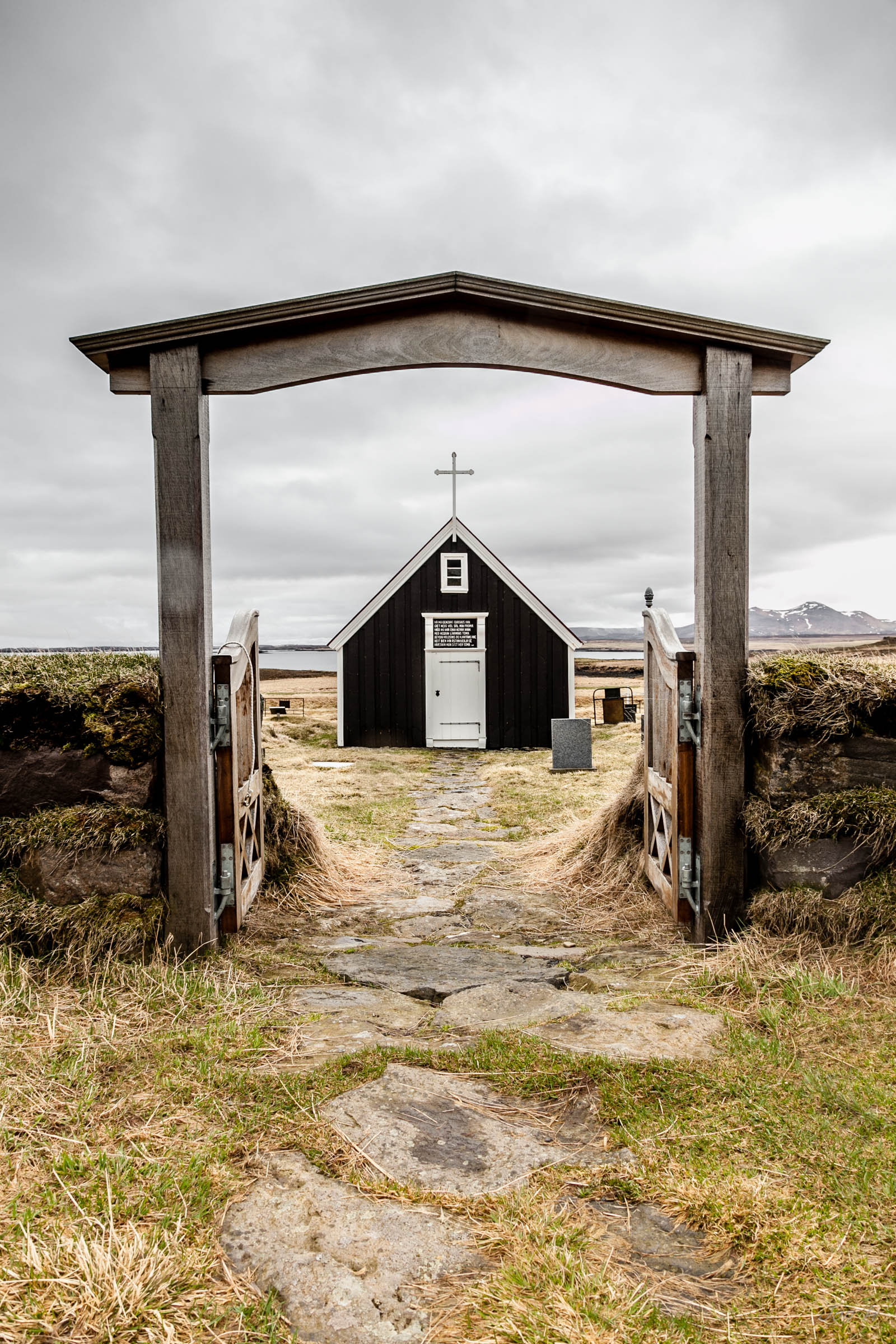
Bjarnarhafnarkirkja

Die Gemeinde Dalabyggð liegt im Westen Islands in der Region Vesturland.
Am 1. Januar 2023 hatte die Gemeinde 653 Einwohner, wovon 246 in der größten Siedlung Búðardalur lebten.

## Geografie
Der Nordteil der Gemeinde ist die Halbinsel Klofningsnes, die nördlich an den Breiðafjörður und südlich an den Hvammsfjörður grenzt. Die Nordseite der Halbinsel heißt Skarðsströnd, die Südwestseite Fellsströnd. Südlich des Hvammsfjörður liegt der Ostteil der Halbinsel Snæfellsnes.
Nördlich der Gemeinde liegt Reykhólahreppur und Strandabyggð, östlich Húnaþing vestra, südlich Borgarbyggð, südwestlich Eyja- og Miklaholtshreppur und Helgafellssveit.
Der größte See der Gemeinde ist der Haukadalsvatn.

## Orte
Auf dem Gebiet der Gemeinde Dalabyggð liegen mehrere Höfe, Berge, Täler und andere Orte, die in der Laxdæla saga, einer der bekanntesten Isländersagas, erwähnt werden. Die Sage bezieht sich auf Ereignisse, die sich hier vom 9. bis zum 11. Jahrhundert zugetragen haben sollen.

### Búðardalur
Der Ort Búðardalur liegt am Hvammsfjörður am nordöstlichen Ende der Halbinsel Snæfellsnes. Búðardalur ist ein kleines Dienstleistungszentrum für die Einwohner der Gegend. Das Gebäude Leifsbúð beim Hafen beherbergt ein Museum zu Leifur Eiríksson.

### Laxárdalur
Das rund 30 km lange Tal Laxárdalur, dessen Name auf Deutsch „Lachsflusstal“ bedeutet, ist der wichtigste Schauplatz der Laxdæla Saga, deren Hauptpersonen in diesem Tal wohnen. Die Landstraße Nr. 59 führt durch das Tal von Búðardalur in nordöstlicher Richtung nach Borðeyri. Einer der bekanntesten Orte im Tal ist der Hof Hjarðarholt, der bereits lange vor der Reformation über eine eigene Kirche verfügte, mit der Hjarðarholtskirkja. Das heutige Kirchengebäude wurde 1904 erbaut und noch im gleichen Jahr geweiht.  Das Gebäude hat eine quadratische Grundfläche von 10,06 × 10,06 m  und steht seit 1990 unter Denkmalschutz.

### Sælingsdalur
Das Tal Sælingsdalur beginnt rund 10 km nördlich von Búðardalur. Am Eingang des Tales liegt der Ort Laugar mit der historischen Badeanlage Guðrúnarlaug, die in vielen Sagas erwähnt wird. Auf dem Hof Sælingsdalur am Ende des Tales soll Guðrún, eine der Hauptpersonen der Laxdaela Saga, geboren sein.

### Haukadalur
Das Tal Haukadalur befindet sich einige Kilometer südöstlich von Búðardalur. Es erstreckt sich zwischen den Tälern Miðdalur und Laxárdalur.
Im Tal befindet sich ein Freiluftmuseum zu Erik dem Roten (Eiríksstaðir). Eine sehr ungewöhnliche Form hat die moderne Holzkirche Stóra Vatnshornskirkja, die auf einem steinernen Sockel erbaut und am 15. August 1971 geweiht wurde. Sie steht in der Nähe des Sees Haukadalsvatn.

### Ólafsdalur í Dölum
Im inneren Tal des Gilsfjörður befindet sich das Ólafsdalur und ein gleichnamiger Bauernhof, der inzwischen verlassen ist.
Dort gründete 1880 Torfi Bjarnason (1838–1915) die Landwirtschaftsschule Islands. Bis 1907 bestand diese Privatschule, dann übernahm der Staat diese Aufgabe. Torfi Bjarnason war als Landwirt sehr innovativ und führte bessere Arbeitsmethoden und Maschinen ein.
Das Schulgebäude steht inzwischen wie alle über 100 Jahre alten Häuser unter Denkmalschutz, dient aber als Landschulheim des Gymnasiums Menntaskólinn við Sund.
Davor befindet sich eine Skulptur von 1955 zur Erinnerung an Torfi Bjarnason und seine Frau Guðlaug Zakaríasdóttir.

### Snóksdalur
In dem relativ kurzen Tal im Süden der Gemeinde befindet sich der gleichnamige Hof mit der Holzkirche Snóksdalskirkja. Sie wurde 1874 mit einem Dachreiter erbaut, 1975–1978 renoviert und hat etwa 80 Sitzplätze. Zu der nur 5 km entfernten und größeren Steinkirche Kvennubrekkukirkja mit ihrem massiven Turm bildet sie einen auffallenden Kontrast.

### Weitere historisch bedeutende Orte
Als weitere Orte von historischer Bedeutung in der Gemeinde sind die Gutshöfe Hvammur í Dölum und Skarð zu nennen, die jeweils reiche Gutsbesitzer und einflussreiche Politiker und Wissenschaftler beherbergten bzw. deren Geburtsort waren.
Die Kirche des Hofes Hvammur í Dölum, Hvammskirkja í Hvammsveit, wurde zu Ostern 1884 geweiht. Bereits lange vor der Reformation stand hier eine Kirche, die der hl. Maria und mehreren anderen Heiligen geweiht war. In den 1980er Jahren wurde die Kirche renoviert. Auch auf dem Hof Skarð steht eine sehenswerte Kirche.
An der Westspitze der Halbinsel Klofningsnes steht auf dem Hof Dagverðarnes die am 22. Juli geweihte 1934 erbaute Holzkirche Dagverðarnesskirkja, für deren Bau das Holz des 1848–1849 errichteten Vorgängerbaues verwendet wurde. Die Kirche des Hofs dient seit 1758 als Pfarrkirche und nicht nur als Privatkirche des Gehöftes. Die Kanzel von 1783 trägt in einer dänischen Inschrift den Namen des Spenders Jon Brandssen und seiner Frau Gudlaug Jonsdatter. Die beiden Altargemälde der Kirche wurden 1706 und 1762 geschaffen. Das ältere Gemälde, das möglicherweise vorher in der Búðardalskirkju in Skarðsströnd hing, zeigt Jesus am Kreuz mit Maria und Johannes. Auf dem Gemälde sind die Jahreszahl 1706 und der Name des Spenders (Torbjörnsön) zu sehen. Auf dem Gemälde von 1762 ist das Letzte Abendmahl dargestellt. Die Kirche weist eine Länge von 9,8 m und eine Breite von 5,75 Breite auf, und seit 2009 steht sie unter Denkmalschutz.
Im Süden der Halbinsel Klofningsnes befindet sich der Hof Staðarfell mit der Holzkirche Staðarfellskirkja. Sie wurde 1891 erbaut und im gleichen Jahr geweiht, und verschiedene bauliche Veränderungen erfolgten 1962–1963.
Im Norden der Gemeinde erhebt sich auf dem Hof Staðarhóll, dessen Kirche bereits um 1200 erwähnt wurde, die Staðarhólskirkja, die 1899 erbaut und am 17. Februar 1981 bei einem Sturm zerstört wurde. Sie wurde im ursprünglichen Stil wieder aufgebaut und am 5. September 1982 wieder eingeweiht. In ihrem Inneren ist unter anderem das Altargemälde von 1750 beachtenswert. Die Kirche steht seit 1990 unter Denkmalschutz und hat eine Länge von 11,85 m und eine Breite von 6,38 m.
Im Süden der Gemeinde steht rund 10 km südlich von Búðardalur auf dem Hof Kvennabrekka die Steinkirche Kvennubrekkukirkja, die 1924 erbaut wurde. Bereits vor der Reformation stand hier eine Kirche, die der hl. Maria und dem Apostel Johannes geweiht war.
Auf der Halbinsel Snaefellsnes befindet sich im Südwesten der Gemeinde auf dem Hof Narfeyri die 1899 erbaute Holzkirche Narfeyrarkirkja. Ihr Vorgängerbau war eine 1888 erbaute Holzkirche, die 1897 bei einem Unwetter zerstört wurde.
Die noch kleinere Holzkirche Bjarnarhafnarkirkja auf dem Hof Bjarnarhöfn, der frühere „Kumbaravogur“ hieß, wurde bereits 1857 erbaut und befindet sich 17 km westlich der Narfeyrarkirkja. In ihr befinden sich mehrere Kunstwerke, z. B. ein vermutlich um 1280 angefertigter Kelch. Die Kanzel wurde 1695 von dem dänischen Kaufmann Benedix Bastiansen gespendet. Das Altargemälde wurde der Kirche im 17. Jahrhundert von holländischen Fischern geschenkt, und es stellt die Apostel dar, die Jesus nach der Auferstehung am Brechen des Brotes erkennen. Gemalt wurde es in Holland zur Zeit Rembrandts, doch der Name des Künstlers ist unbekannt.

## Geschichte
Die Großgemeinde Dalabyggð entstand am 11. Juni 1994 durch den Zusammenschluss von sechs Gemeinden: Landgemeinde Suðurdalir (isl. Suðurdalahreppur), ihrerseits am 1. Januar 1992 gebildet aus den Landgemeinden Hörðudalur (Hörðudalshreppur) und Miðdalir (Miðdalahreppur), Landgemeinde Haukadalur (isl. Haukadalshreppur), Landgemeinde Laxárdalur (isl. Laxárdalshreppur), Landgemeinde Hvammur (isl. Hvammshreppur), Landgemeinde Fellsströnd (isl. Fellsstrandarhreppur) mit der am 30. Juli 1986 eingemeindeten Landgemeinde Klofningur (Klofningshreppur), Landgemeinde Skarð (isl. Skarðshreppur).
Am 1. Januar 1998 wurde zudem die Landgemeinde Skógarströnd (Skógarstrandarhreppur) eingemeindet.
Am 12. Juni 2006 wurde die Landgemeinde Saurbær (Saurbæjarhreppur) eingemeindet. Sie umfasste den östlichen Teil des Skarðsströnd sowie das Südufer des Gilsfjörður und stieg im Hafratindur auf 923 Meter an. 2005 zählte sie 77 Einwohner auf 257 km². Der Bevölkerungsrückgang zwischen 1981 und 2005 betrug 42 %. Der Kirchort war Staðarhólskirkja.

## Einwohnerentwicklung
| Datum         | Einwohner                 |
| ------------- | ------------------------- |
| 1. Dez. 1981: | 1.188 (Gebietsstand 2006) |
| 1. Dez. 1997: | 843 (Gebietsstand 2006)   |
| 1. Dez. 2003: | 739 (Gebietsstand 2006)   |
| 1. Dez. 2004: | 711 (Gebietsstand 2006)   |
| 1. Dez. 2005: | 715 (Gebietsstand 2006)   |
| 1. Dez. 2006: | 682                       |
| 1. Dez. 2007: | 710                       |
| 1. Dez. 2008: | 712                       |
| 1. Dez. 2009: | 696                       |
| 1. Dez. 2010: | 687                       |

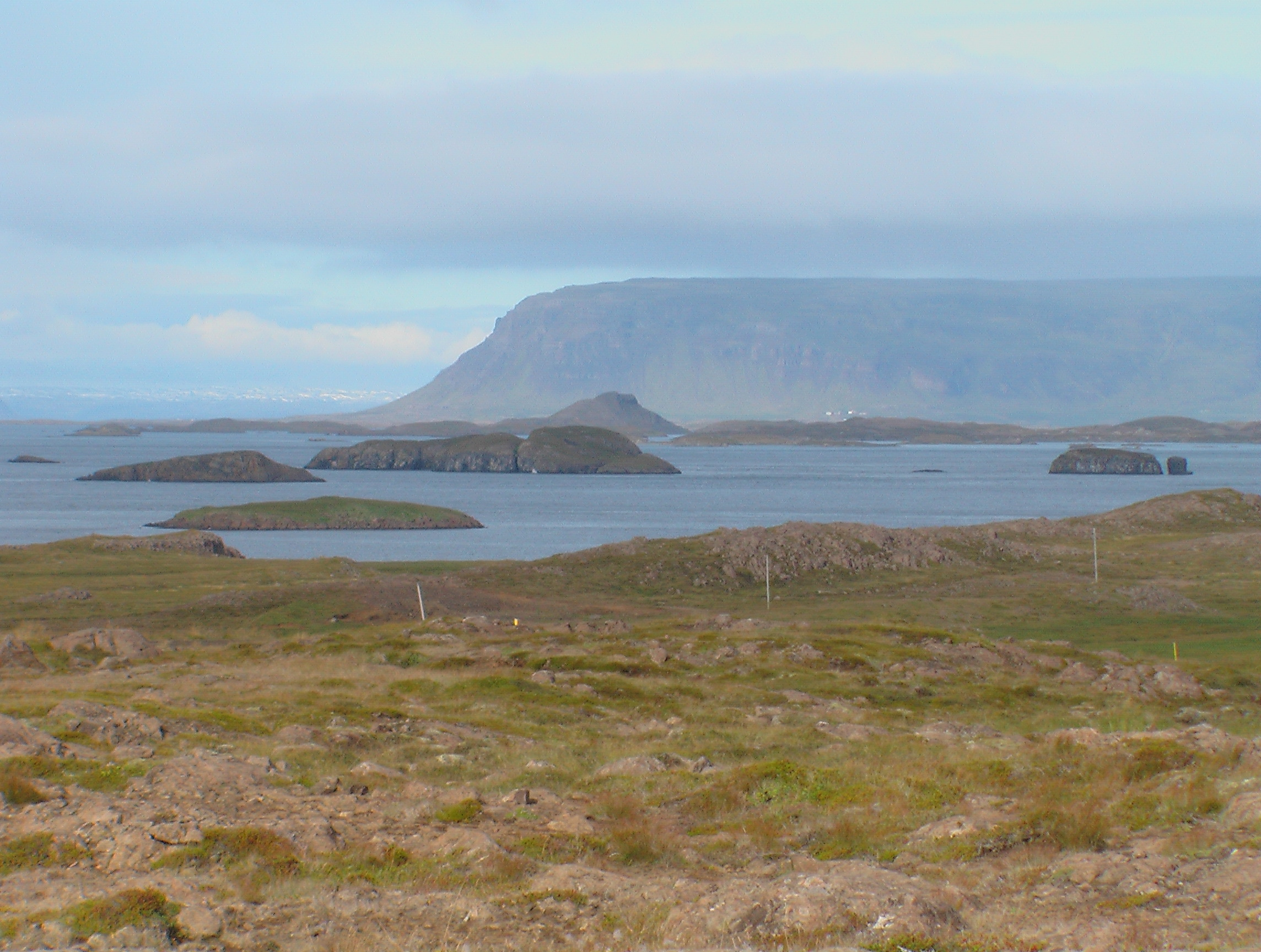
Hvammsfjörður

Der Bevölkerungsrückgang zwischen 1981 und 2010 betrug 43 %.

## Söhne und Töchter der Gemeinde
- Snorri Sturluson (1179–1241), Schriftsteller und Politiker, geboren in Hvammur í Dölum
- Árni Magnússon (1663–1730), Sprachwissenschafter und wichtigster Handschriftensammler
- Jóhannes úr Kötlum (1899–1972), Schriftsteller, geboren in Goddastaðir